# Хризостом (Ксинос)
Епископ Хризосто́м (греч. Επίσκοπος Χρυσόστομος в миру Ни́кос Ксино́с греч. Νίκος Ξυνός; род. 16 мая 1941, Вирон, Аттика) — архиерей Александрийской православной церкви, титулярный епископ Вереникский (с 2022).

## Биография
Родился 16 мая 1941 года в Вироне. Его отец и мать были родом из города Урла и встретились в лагере для греческих беженцев после малоазийской катастрофы. В их многодетной семье было семеро детей (шестым ребёнком родился Никос).
В 1962 году Никос поступил в Халкинскую богословскую школу, где в 1965 году был хиротонисан во иеродиакона с именем Хризостом и по окончании школы вернулся в Вирон. Служил в Благовещенском кафедральном соборе в Афинах при архиепископе Афинском Хризостоме II.
25 мая 1969 года архиепископом Афинским Иеронимом I был хиротонисан во иеромонаха и возведён в достоинство архимандрита. Служил в Преображенском храме в Вироне, а в 1974 году, с образованием Неасмирненской митрополии назначен служить в церкви святого Трифона в Глифаде.
С 2003 года служил в храме Святого Георгия Победоносца в Арьируполисе.
24 ноября 2022 года Священным синодом Александрийской православной церкви был избран титулярным епископом Вереникским.
18 декабря 2022 года в кафедральном соборе Благовещения Пресвятой Богородицы в Афинах состоялась его архиерейская хиротония. Хиротонию совершили: митрополит Леонтопольский Гавриил (Рафтопулос), митрополит Митилинский Иаков (Франдзис) (Элладская ПЦ), митрополит Гвинейский Георгий (Владимиру) и митрополит Замбийский Иоанн (Цафтаридис) в присутствии патриарха Александрийского Феодора и архиепископа Афинского Иеронима II.